# Paul B. Preciado

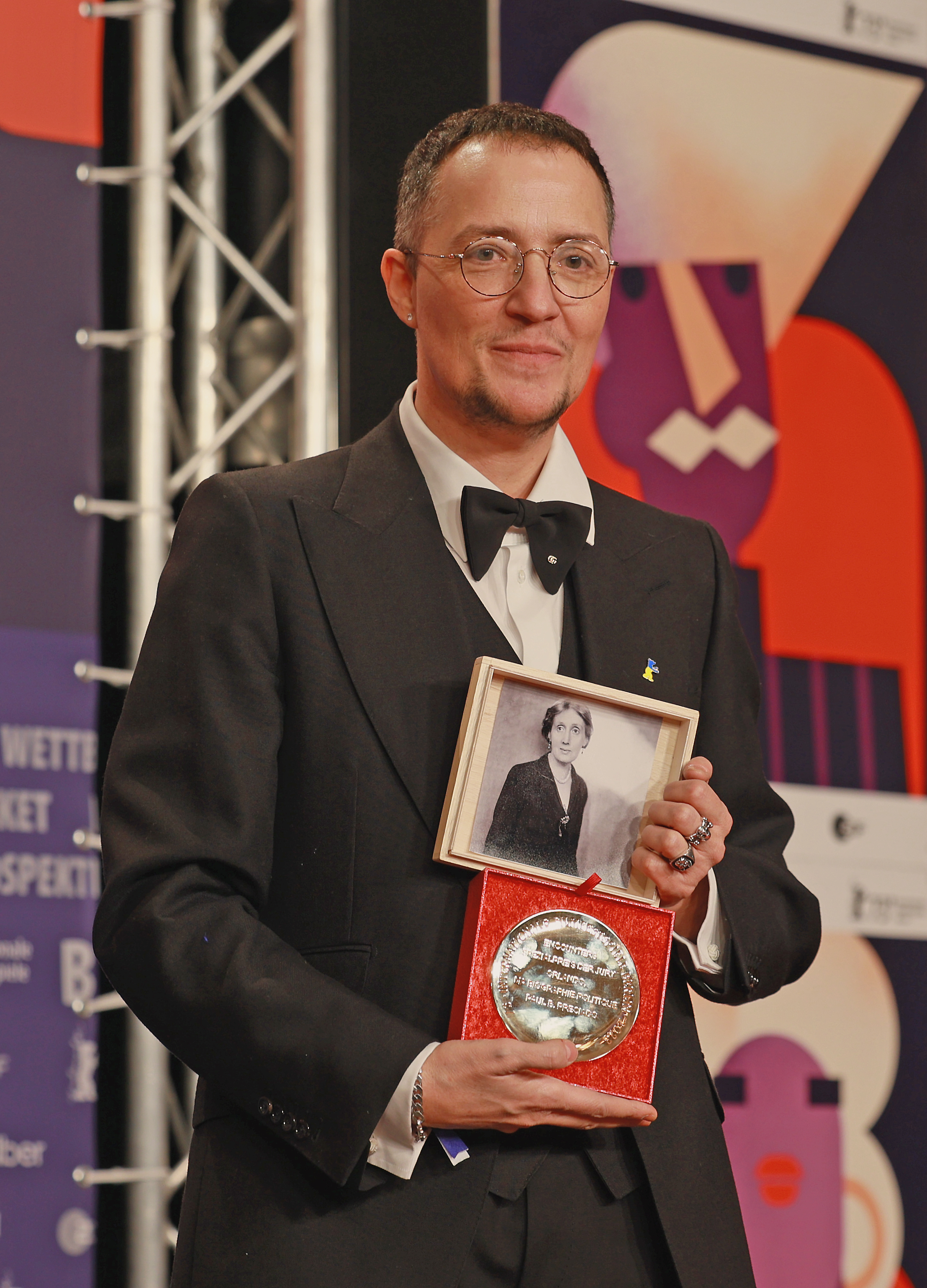
Paul B. Preciado an der Berlinale (2023)

Paul B. Preciado (* 11. September 1970 in Burgos als Beatriz Preciado) ist ein spanischer Philosoph und Queer-Theoretiker.

## Leben
Preciado studierte Philosophie an der Päpstlichen Universität Comillas in Madrid, der New School for Social Research in New York und der École des Hautes Études en Sciences Sociales in Paris. Er promovierte in Philosophie und Architektur-Theorie an der Princeton University. Unter anderem lernte er bei Jacques Derrida und Judith Butler.
2001 veranstaltete er an der Université Paris Drag-King-Workshops, wo die performative Konstruktion von Männlichkeit, ihre sozialen und körperlichen Vorteile und Möglichkeiten politischer Praxis erforscht wurden. Teilnehmerinnen sollten lernen, Männlichkeit darzustellen, und einen anderen Zugang zu öffentlichem Raum und öffentlichem Sprechen erfahren. 2004 hielt Preciado einen Vortrag im Rahmen eines Symposiums an der Universität Paris VIII. 2005 absolvierte er mit einem französischen Stipendium einen fünfmonatigen Studienaufenthalt in Princeton, und 2006 war er an der Abteilung für Tanz im Sommersemester für einen Kurs über Gender, Körper und Performance zuständig.
Preciado ist transgender, wobei er sich nicht als Mann, sondern als „Dissidenten“ der binären Geschlechterordnung definiert. Ab 2010 begann er eine langsame Transition und nahm den männlichen Vornamen Paul an.
Preciado war von 2005 bis 2014 in einer Beziehung mit der Schriftstellerin Virginie Despentes. Sie arbeiteten auch nach der Trennung immer wieder zusammen.
2012–15 leitete Preciado das Independent Studies Program am Museu d’Art Contemporani de Barcelona (MACBA) und unterrichtete an der Universität Paris VIII.
Ausgehend von Ansätzen von Jacques Derrida, Judith Butler und Michel Foucault entwickelte Preciado Kritiken herrschender Sexualitätsformen im Kontext von Macht, normativen Körperinszenierungen und sexuellen Praktiken.
Seit 2013 ist Preciado Kolumnist bei der französischen Zeitung Libération. Seine dort erschienenen Texte, welche auch die Geschichte der eigenen Transition intellektuell begleiten, wurden unter dem Titel Ein Apartment auf dem Uranus als Buch veröffentlicht.
Preciado feierte anlässlich der internationalen Filmfestspiele Berlin 2023 mit dem Dokumentarfilm Orlando, meine politische Biographie sein Regiedebüt. Der Film, für den Preciado auch das Drehbuch verfasste, erhielt in Berlin den Spezialpreis der Jury und den Teddy Award für den besten Dokumentarfilm.

## Kontrasexuelles Manifest
In seinem 2000 erschienenen Kontrasexuellen Manifest versucht Preciado, neue Formen von Sexualität als Gegenentwurf zur Heterosexualität theoretisch zu entwickeln, indem er die kulturelle Norm von im Mittelpunkt stehendem Penis und Vagina hinterfragt. Dazu entwirft er eine Sexualität, in der Anus und Dildo im Zentrum sexuellen Handelns stehen – wobei jedes Körperorgan ein Dildo sein/werden kann.
Preciados Manifest entwirft ein gesellschaftliches System, das Gendernormen und Rollenvorstellungen loslässt und versucht, die Gesellschaft völlig neu zu ordnen. Kontrasexualität ist eine kritische Auseinandersetzung mit dem „heterozentrischen Sozialvertrag“, welcher Heterosexualität als Norm ansieht und jegliche Abweichung davon nicht akzeptiert. Er spricht von „normativen Performanzen, die sich als biologische Wahrheiten in den Körper einschreiben“. Ähnlich wie Judith Butler klagt er hier die Fremdbestimmung des Subjekts an. Was Frau und Mann ist, wird von der Kultur bestimmt und automatisch auf das Subjekt projiziert.
Preciado will mit dem heterosexuellen Sozialvertrag brechen und ihn durch einen kontrasexuellen ersetzen; damit einher geht eine „systematische Dekonstruktion sowohl der Naturalisierung der sexuellen Praktiken als auch der Gesellschaftsordnung“. Genau wie Butler gebraucht auch Preciado den Begriff „Performanz“. Nach Preciado funktioniert das heterosexuelle System durch kulturelle Codes. Unter diesen Codes versteht er den Kreislauf von Performance, Imitieren, Produzieren und Reproduzieren, durch den als natürlich präsentierte Gendervorstellungen geschaffen werden. Preciado definiert Kontrasexualität wie folgt:
„Kontrasexualität ist eine Theorie des Körpers, die sich außerhalb der Opposition maskulin/feminin, Männchen/Weibchen, heterosexuell/homosexuell stellt. Er definiert Sexualität als Technologie und betrachtet die unterschiedlichen Elemente des Systems Sex/Gender (…) ebenso wie deren Praktiken und sexuellen Identitäten.“
Preciado wehrt sich dagegen, dass Sexualität das Individuum in einer Gesellschaft bestimmt, und erhofft sich mit seiner alternativen kontrasexuellen Gesellschaft die Befreiung des Individuums. Diese kontrasexuelle Gesellschaft beruht auf einem kontrasexuellen Vertrag, der zwischen zwei oder mehreren Individuen geschlossen wird. Dieser Vertrag regelt bis ins kleinste Detail den sexuellen Umgang beider Personen. Ergänzt wird der Vertrag durch schriftlich festgehaltene Grundsätze im Sinne von Paragraphen, mit denen sich die Mitglieder der Gesellschaft einverstanden erklären. Die Unterzeichner des Vertrages geben jegliche sexuelle Identität in dem Sinne auf, dass sie auf die „natürliche“ Position Mann/Frau verzichten und damit jegliche Privilegien und Verpflichtungen, die damit einhergehen, aufgeben. Des Weiteren wird die zwischenmenschliche Beziehung genau definiert. Der Vertrag kommt keiner Heirat gleich und ist auch nicht als eine Lebensgemeinschaft zu verstehen. Fortpflanzung ist in dem Vertrag nicht enthalten und darf auch nur dann stattfinden, wenn beide Partner einverstanden sind. Der Vertrag bezieht sich allein auf den sexuellen Akt. Um die Abschaffung von Gendervorstellungen zu verdeutlichen, wird der Anus das neue „universale(s) kontrasexuelle(s) Zentrum“. Der Anus diskriminiert nicht und schafft keine Kategorien, denn das weibliche wie das männliche Geschlecht besitzen ihn. Somit wird der Anus zur Metapher für Sexlosigkeit im Sinne von Gender.

## Projekte

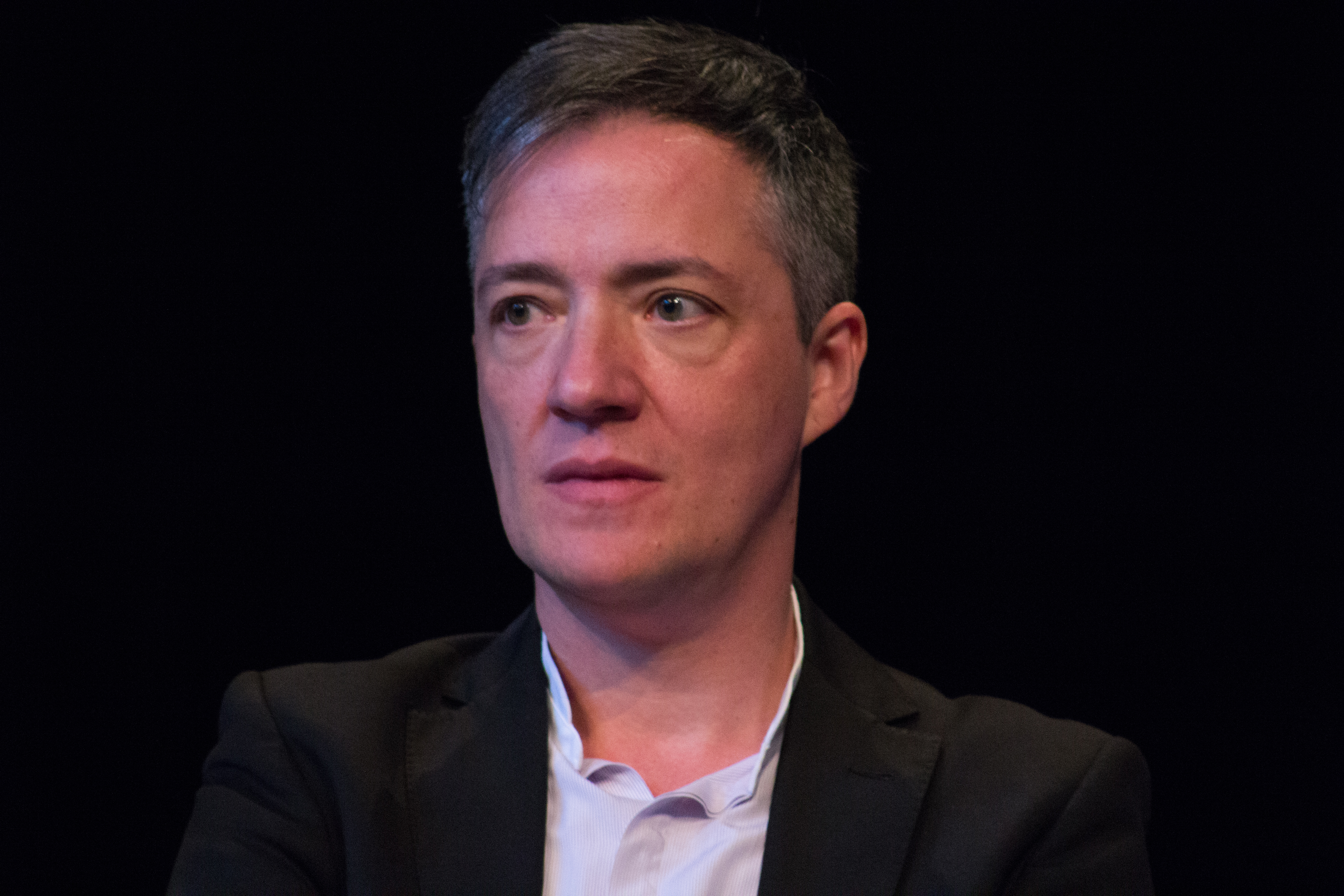
Paul B. Preciado auf der documenta 2017

2017 kuratierte er auf der documenta 14 die umstrittene Performance Auschwitz on the Beach.
2019 kuratierte er das Videoprojekt 3x3x6 der taiwanesischen Künstlerin Shu Lea Cheang, für die 58. Biennale di Venezia.

## Werke
- Kontrasexuelles Manifest. b books, Berlin 2003, ISBN 3-933557-38-0 (taz.de).
- Sex Works 1979–2005. From Love Bites to Postporn. Tübingen 2006, ISBN 3-88769-346-9 (gemeinsam mit Del LaGrace Volcano).
- Pornotopia. Architektur, Sexualität und Multimedia im „Playboy“. Verlag Klaus Wagenbach, Berlin 2012, ISBN 978-3-8031-5182-7 (spanisch: Pornotopía. Arquitectura y sexualidad en „Playboy“ durante la guerra fría. Original erschienen bei: Anagrama, Barcelona 2010).[15]
- Testo junkie. Sex, Drogen und Biopolitik in der Ära der Pharmapornographie. b books, Berlin 2016, ISBN 978-3-942214-18-6 (englisch: Testo junkie: sex, drugs, and biopolitics in the pharmacopornographic era. Original erschienen bei: The Feminist Press, City University of New York 2013).
- Ein Apartment auf dem Uranus, Chroniken eines Übergangs. Suhrkamp, Berlin 2020, ISBN 978-3-518-07651-4.
- Dysphoria Mundi. Fitzcarraldo Editions, ISBN 978-1-80427-145-2, 2025.[16]